# 9139 Barrylasker
9139 Barrylasker (4180 T-2) là một tiểu hành tinh vành đai chính.